# Liang (jednostka miary)
Liang (chiń. upr. 两; chiń. trad. 兩; pinyin liǎng) – dawna (używana również współcześnie) chińska jednostka masy, odpowiadająca około 37,3 gramom, na Tajwanie 37,5 grama.
Wartość 37,3 g osiągnęła dopiero w Epoce Pięciu Dynastii (907–960 n.e.). Wcześniej zmieniała się wielokrotnie, przyjmując miary od 14,93 g (1121–220 p.n.e.) do 41,76 g (581–606 n.e.). Po metryfikacji jej wartość ustalono na 50 g.